# Savings-and-Loan-Krise
Die Savings-and-Loan-Krise (englisch Savings and Loan Crisis) war eine Bankenkrise in den 1980er Jahren in den Vereinigten Staaten.
Über 1.000 Savings-and-Loans-Sparkassen in den USA brachen im Rahmen der Krise zusammen. Der Gesamtschaden betrug über 150 Milliarden US-Dollar, von denen an die 125 Milliarden durch die Öffentliche Hand aufgebracht wurden. Der Schaden trug zu den hohen Budgetdefiziten der USA in den 1980er Jahren sowie der anschließenden Rezession der US-Volkswirtschaft bei.

## Hintergrund
Seit Anfang des 19. Jahrhunderts bestanden in den USA Sparkassen (englisch Savings and loan associations, kurz: S&Ls). Als meist kommunale Unternehmen unterlagen sie bis Anfang der 1970er Jahre konsequenten Regulierungvorschriften. Dies ging so weit, dass selbst die maximale Höhe der Anlagezinsen vorgeschrieben wurde.
Nachdem in den 1970er Jahren die Inflationsrate und damit auch die Zinsen deutlich anstiegen, verloren die Sparkassen umfangreiche Einlagen an Geldmarktfonds, die deutlich höhere Zinsen versprachen.
Auf der anderen Seite hatten die Sparkassen umfangreiche Festzinsdarlehen für Baufinanzierungen aufgelegt, die aufgrund der steigenden Zinsen zu Verlusten führten. Die Gewinne und das Eigenkapital der Sparkassen erodierten.
Die Wurzeln der strikten Regulierung lagen in der Ära der Great Depression. Angesichts der damaligen Bankenkrise wurden Sparkassen nur wenige Geschäftsfelder erlaubt. Auch das Trennbankensystem trug zu einer Begrenzung der Geschäftsmöglichkeiten bei.
Am Ende der Regierungszeit von Präsident Jimmy Carter wurden die Begrenzungen schrittweise aufgehoben. Außerdem wurde die Haftung der amerikanischen Einlagensicherung (Federal Deposit Insurance Corporation, FDIC) von 70 Prozent des Guthabens auf 100 Prozent angehoben. Als Ronald Reagan 1981 sein Amt als Präsident übernahm, schrieben 3.300 von 3.800 Sparkassen rote Zahlen.
1982 wurde daher durch den Kongress der Garn-St. Germain Depository Institutions Act erlassen, ein Bundesgesetz, das die Sparkassen wieder befähigen sollte, wettbewerbsfähig zu werden. Die Regulierung wurde gelockert. Sparkassen durften Ratenkredite und Unternehmenskredite vergeben sowie Kreditkarten ausgeben und wurden von den Beschränkungen der Zinssätze befreit. Weiterhin durften sie im Immobiliengeschäft tätig werden. Lediglich das Investmentbanking blieb ihnen verwehrt.

## Die Krise
Aufgrund der Deregulierung expandierten die Sparkassen in hohem Tempo. Die Ausleihungen für Immobilienkredite stiegen deutlich an. Da gleichzeitig die Immobilienpreise stiegen, sanken auch die Risikokosten. Im Vertrauen auf die staatlichen Garantien war die Akquisition der zur Refinanzierung notwendigen Anlagegelder kein Problem mehr. Diese Garantien erhöhten auch den Anreiz, riskantere Geschäfte zu tätigen: Dadurch waren höhere Gewinne für die Sparkassen möglich, die Verluste waren jedoch durch den FDIC begrenzt (siehe hierzu: Moral Hazard).
Neben dem Kreditgeschäft betrieben die Sparkassen hochriskante Unternehmensfinanzierungen. Sie gehörten zu den wichtigsten Investoren in Ramschanleihen, also hochriskante Unternehmensanleihen. Umgekehrt verkauften die Sparkassen große Teile ihrer Finanzierungen über Kreditverbriefungen.
Mit dem Sinken der Inflation (und der Zinsen) und dem Verfall der Immobilienpreise Mitte der 1980er Jahre brach das Geschäftsmodell der Sparkassen zusammen (Problematik der Fristentransformation). Die Verluste aus Immobilienkrediten und Spekulationsverlusten trafen die Sparkassen hart. Durch die Verbriefung der Kredite profitierten die Sparkassen hingegen kaum vom Sinken der Zinsen. Im Gegenteil: Die Refinanzierungsmöglichkeiten wurden durch das niedrige Zinsniveau erschwert.
Hinzu kam in einigen Fällen, dass Bankvorstände und Manager Finanzgeschäfte in betrügerischer Absicht vorgenommen hatten.
Zunächst war es Politik der FHL-Banken und FDIC, Insolvenzen nicht zuzulassen und eine Bankkrise durch Stützungen zu vermeiden. Diese Politik ließ sich aber nicht durchhalten. Im März 1985 musste die Home State Savings Bank aus Cincinnati, Ohio Konkurs anmelden. In der Folge brachen immer mehr Sparkassen zusammen, die Anleger wurden zum größten Teil durch die FDIC entschädigt.

### Reaktionen des Gesetzgebers
Mit dem Financial Institutions Reform Recovery and Enforcement Act von 1989 (FIRREA) regelte der Kongress die Abwicklung der bankrotten Sparkassen. Einer der wichtigsten Teile dieses Gesetzes war die Gründung der Resolution Trust Corporation (RTC). Hierbei handelte es sich um staatliche Institute, die für begrenzte Dauer geschaffen wurden, um laut Gesetz „die Aufrechterhaltung, Sanierung und Reform der Finanzinstitutionen“ zu organisieren (siehe Bad Bank). Somit übernahmen sie „faule“ Kredite, die von den Gläubigern nicht zuverlässig bedient wurden. Nach sieben Jahren war die Krise größtenteils überwunden und das RTC ging in der staatlichen Einlagensicherung FDIC (Federal Deposit Insurance Corporation) auf.
Der Staat gewährte den Banken einen Kredit in Höhe von 400 Milliarden US-Dollar, von denen 124 Milliarden letztlich nicht zurückgezahlt wurden. Der Steuerzahler wurde bis 1999 mit insgesamt ungefähr 124 Milliarden US-Dollar belastet.
Eine zentrale Figur war der Geschäftsmann Charles H. Keating, der auf 1,1 Milliarden US-Dollar verklagt und 1993 zu einer zwölfjährigen Haftstrafe verurteilt wurde (siehe auch Keating Five).